# BR-222
La BR-222 es una carretera transversal federal brasileña, que actualmente se extiende desde Fortaleza, capital de Ceará, hasta la ciudad de Marabá, en Pará, interconectando, además de Ceará y Pará, los estados de Piauí y Maranhão. Su longitud actual es de 1819,8 km.
Pasa por grandes centros urbanos, como Fortaleza (donde tiene un pequeño tramo duplicado de 14 km hasta la carretera de circunvalación de Fortaleza), conectando regiones económicamente ricas, como el sureste del estado de Pará con el resto de Brasil. En su curso actual, integrará, luego de la federalización de la Estrada do Rio Preto en el municipio de Marabá, las regiones mineras al territorio nacional. La duplicación de la carretera está siendo realizada en concreto por el gobierno federal a través del DNIT, entre Caucaia y Porto do Pecém en Ceará.